# Lucius Neratius Marcellus

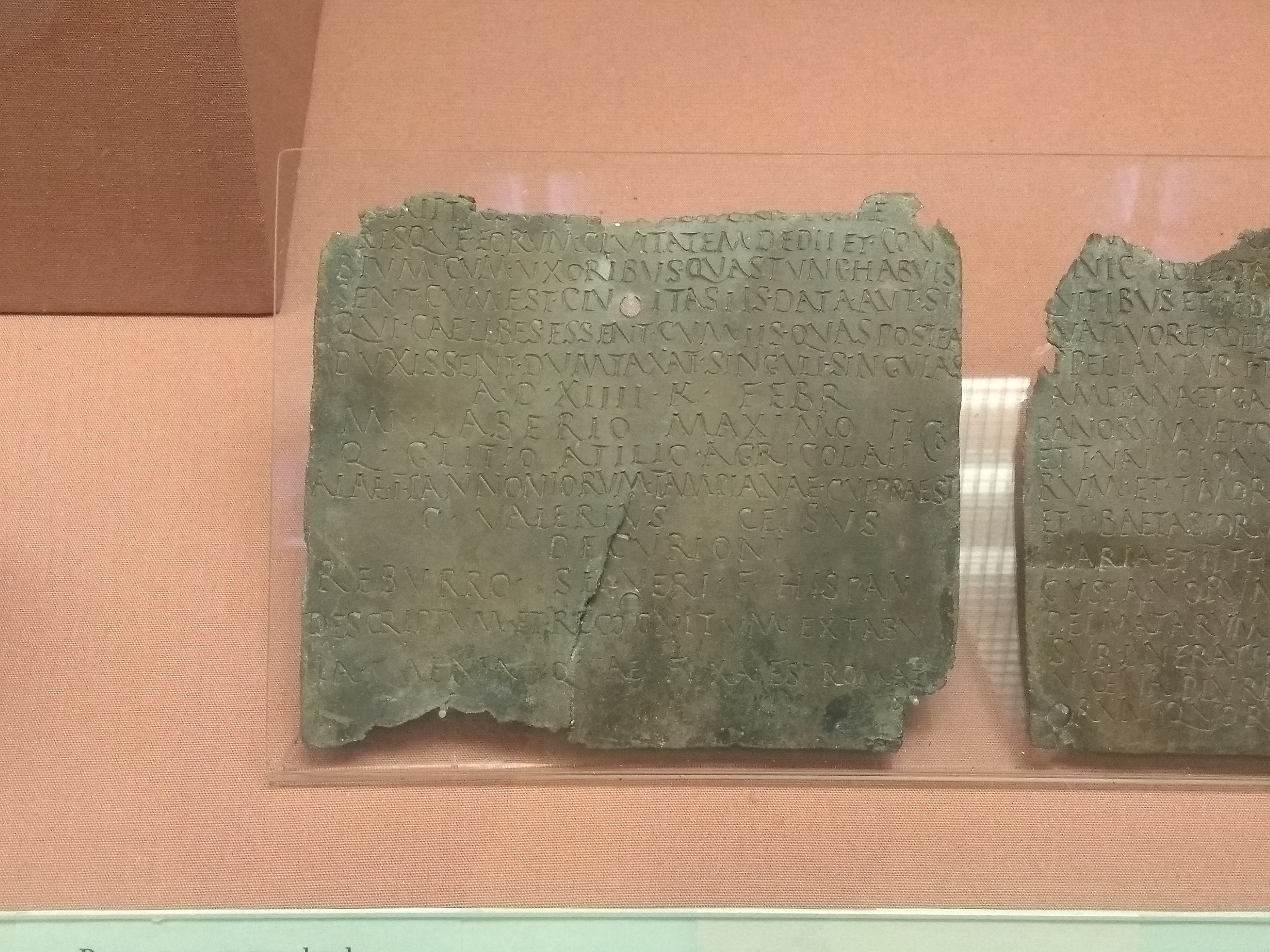
Das Militärdiplom

Lucius Neratius Marcellus war ein römischer Senator und Politiker im 1. und 2. Jahrhundert n. Chr.
Lucius Neratius Marcellus entstammte einer in Saepinum in Samnium beheimateten römischen Senatorenfamilie, die unter Kaiser Vespasian in den Patrizierstand erhoben worden war. Er war wahrscheinlich der Sohn des Lucius Neratius Priscus, der im Jahr 87 Suffektkonsul war; wurde er später von Marcus Hirrius Fronto Neratius Pansa adoptiert. Sein Bruder Lucius Neratius Priscus war im Jahr 97 Suffektkonsul.
Unter Vespasian wurde er nicht nur Patrizier, sondern auch Salius Palatinus, Mitglied einer Priesterbruderschaft zu Ehren des Mars, der nur Patrizier angehören durften. Durch zwei Inschriften aus Saepinum ist belegt, dass er IIIvir aere argento auro flando feriundo und Tribunus militum in der Legio XII Fulminata war. Den Cursus honorum begann er als Quaestor, danach bekleidete er die Praetur. Im Jahr 95 wurde er zum ersten Mal Konsul, und zwar als Suffektkonsul für die Zeit vom 13. Januar bis Mai. Er war ein Freund des späteren Kaisers Trajan, der ihn für die Zeit von 101/103 zum Statthalter der Provinz Britannia ernannte; er ist als Statthalter durch ein Militärdiplom belegt. Auch unter Trajans Nachfolger Hadrian stand er zunächst in Gunst, denn der Kaiser ernannte ihn zum zweiten Mal zum Konsul, und zwar für das Jahr 129, und diesmal sogar zum ordentlichen Konsul. Da Hadrian im Allgemeinen den engen Freunden und Anhängern seines Vorgängers misstraute und viele von ihnen beseitigen ließ, ist es möglich, dass er auch Neratius Marcellus in den Selbstmord getrieben hat, so jedenfalls vita Hadriani in der Historia Augusta.